# Charles F. Urschel
Charles Frederick Urschel (Ohio, 7 de març de 1890 – 16 de setembre de 1970) fou el famós petrolier de Texas segrestat víctima de George "Machine Gun Kelly" Barnes.
Urschel va fer nota de l'evidència de la seva experiència recordant sons de fons, comptant passos i tocant objectes que trobava a l'abast. Això va resultar molt valuós per a l'FBI en la seva investigació, com a agents van concloure que el sagrest d'Urschel s'havia celebrat a Paradise, Texas, basat en sons que Urschel recordava haver sentit mentre estava sent retingut com a ostatge.
Charles F. Urschel va néixer a Washington Township, comtat de Hancock, Ohio el 1890 fill de Daniel Urschel i Emma (Anna) M Bangert.
El primer matrimoni d'Urschel va ser amb Flored Slick la germana de Thomas Baker Slick, magnat del petroli conegut com "The King of the Wildcatters" (en català, "El Rei dels Pous de petroli".)